# Hecalapona virella
Hecalapona virella är en insektsart som beskrevs av Delong 1978. Hecalapona virella ingår i släktet Hecalapona och familjen dvärgstritar. Inga underarter finns listade i Catalogue of Life.